# 2003年中国女子足球超霸杯
2003年中国女子足球超霸杯是2003年由中国足球协会主办的一项足球锦标赛，原计划由2003年中国女子足球超级联赛、2003年中国女子足球锦标赛双料冠军上海上视对阵双料亚军北京城建，原定于2003年11月23日15:00举行，举办地在无锡、三亚或厦门中进行选择。后因受非典影响女足赛事整体推延，导致本次赛事推迟到2004年初，但终因未找到赞助商和2004年女足赛事过多而取消。